# Naraszimha

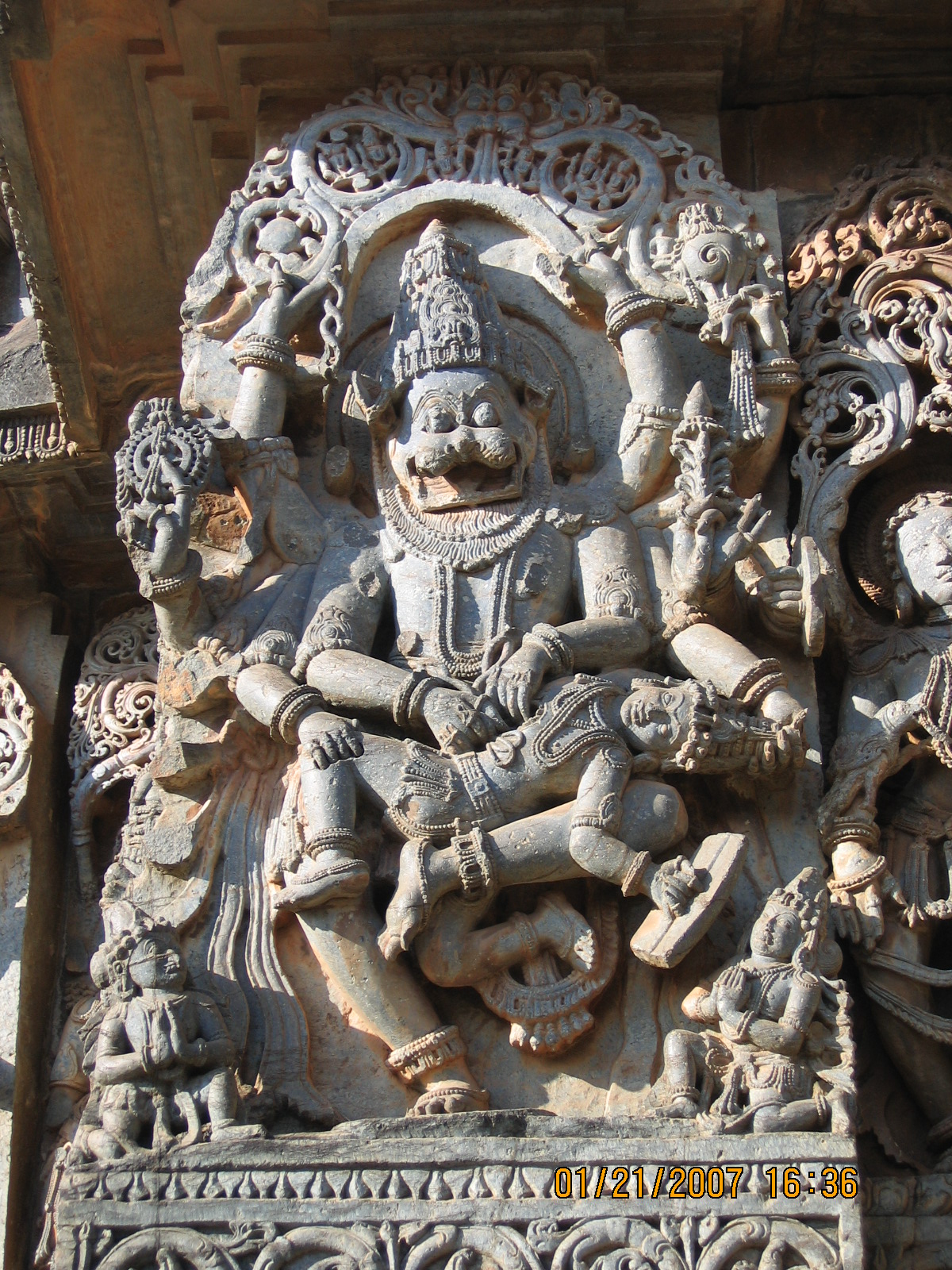
Visnu mint Naraszimha

Naraszimha (dévanágari:नरसिंह), az ember-oroszlán, a hinduizmus mitikus alakja, Visnu isten negyedik megtestesülése, avatárája. Naraszimha a hindu mitológia szerint az emberiség aranykorában, a Szatja-jugában jelent meg és Hiranjakasipu démont ölte meg. Hiranjakasipu sérthetetlen volt, elűzte trónjáról Indrát, száműzte az égi isteneket. Prahláda, Hiranjakasipu fia viszont odaadó híve volt Visnunak, akit ezért apja folyamatosan üldözött. Visnu azonban megvédte az őt imádó Prahládát, majd a démont darabokra szaggatta, helyébe fia, Prahláda került a trónra.
Általában félig ember, félig oroszlán alakban ábrázolják, emberi testtel és oroszlán fejjel. Az ábrázolások között található négy karú is. A felső két kezében korongot és lótuszt vagy kagylókürtöt tart. Alsó kezeivel vagy a démont pusztítja el, vagy áldásosztó és védelmező helyzetben tartja.

## Naraszimha legendája
Az aszurák (ellenistenségek, démonok) között is voltak olyanok akik hittek Visnuban. A Daitják nemzetségéből származó két testvért, Hiranjaksát és Hiranjakasiput erős hitének jutalmaként Visnu kapuőrnek emelte ki palotájába. Egyszer az ősbölcsek, a risik érkeztek a kapuhoz, nekik állandó szabad bejárásuk volt Visnuhoz. A kapuőrök ezt nem tudták, és egyre erőszakosabban léptek fel az ősbölcsek ellen. Ekkor az egyik risi, Durvásza, megátkozta a kapuőröket, hogy alantasabb létformában szülessenek újra a Földön. A nagy szentek átkát már Visnu sem változtathatta meg, a két aszúra lehanyatlott a földre. Újjászületésük után nem emlékeztek a történtekre, de arra igen, hogy az istenek részéről méltánytalanság érte őket.
Hiranjakasipu hatalmas királyként uralkodott a Földön. Bosszúálló harag élt benne Visnu iránt. Felesége az első világkorszak Manujának lánya volt. Fia, Prahláda anyja természetét örökölte, hiába nevelte apja Visnu gyűlöletére, mély áhítattal és odaadással tisztelte Visnut.
Hiranjakasipu megparancsolta csatlósainak, hogy pusztítsák el a fiút. Prahládát azonban nem fogta a kard, lepattantak róla a nyílvesszők. A mérgeskígyók és a vad elefántok sem tudtak ártani neki. Végül méreggel teli serleget adott neki, és ráparancsolt, hogy igya ki, de a méreg se okozott kárt a fiúban.
Hiranjakasipu már üvöltött mérgében: "Ha Visnu mindenhol jelen van, akkor itt, ebben az oszlopban is jelen kellene lennie." És az oszlop kettéhasadt, kilépett belőle Visnu, négy karral, de oroszlán fejjel, hatalmas fogakkal. Őt nevezik Naraszimhának. Naraszimha széttépte Hiranjakasiput, majd elfoglalta trónját, és elmondta Prahládának, hogy Hiranjakasipunak még kétszer újjá kell születnie a Földön és Visnura támadnia, csak ez után térhet vissza Visnu köreibe. Naraszimha Prahládát bízza meg, hogy uralkodjon a Daitják nemzetségén.

## Az oroszlán mint jelkép megjelenése
Az oroszlán mint jelkép a mezopotámiai térségre igen jellemző. Valószínűsíthető, hogy az Indiába vándorló ó-indek, az árják hozták magukkal a jelképet, amely már a Rigvédában is megjelenik. Később válik Naraszimha, az oroszlán Visnu negyedik avatárájává.

## Kapcsolat a Holi ünneppel
A történet egy másik változata szerint Prahláda nővére Holika volt, akit nem égetett meg a tűz. A király Hiranjakasipu el akarta égetni a máglyán Prahládát ezért odaültette Holikát, hogy biztosan elégjen a fiú. Visnu segítségével azonban Holika égett el és nem Prahláda.
Ennek emlékére a Holi előestéjén, amelyet Holika Dahannak hívnak hatalmas máglyát gyújtanak, így örvendeznek hogy a gonosz Holika elpusztult, míg a jó Prahláda életben maradt.

## Ünnepe
Naraszimha ünnepe április-májusra esik, amikor Visnu avatárájának megjelenését és Hiranjakasipu démon elpusztítását ünneplik. Az emberek általában alkonyatig böjtölnek, meditálnak, történeteket olvasnak róla, és imádkoznak, hogy szert tegyenek a Prahláda által mutatott odaadásra.